# Thomas L. Rosser
Thomas Lafayette (Tex) Rosser (15 de outubro de 1836, Condado de Campbell, Virginia - 29 de Março de 1910, Charlottesville, Virginia) foi um general Confederado  durante a Guerra de Secessão, atuando posteriormente na Guerra Hispano-Americana. Foi também um engenheiro ferroviário da Northern Pacific Railway e engenheiro chefe da Canadian Pacific Railway.